# سیارک ۹۹۳۲
سیارک ۹۹۳۲ (به انگلیسی: 9932 Kopylov، نامگذاری:1985QP5) نه هزار و نهصد و سی و دومین سیارک کشف شده‌است که در ۲۳ اوت ۱۹۸۵ کشف شد.
قدر مطلق سیارک برابر ۱۳٫۴۰ است.